# هوارد إيستمان
هوارد إيستمان (بالإنجليزية: Howard Eastman)‏ مواليد 8 ديسمبر 1970 في نيو أمستردام، غيانا، هو ملاكم بريطاني يصنف ضمن فئة الوزن المتوسط.

## إحصائيات
خاض خلال مسيرته 62 نزالا، فاز في 49 ولم يتعادل وخسر في 13. فاز بالضربة القاضية في 38 نزالا.

## روابط خارجية
- هوارد إيستمان على موقع بوكس ريك (الإنجليزية) (registration required)